# Colin Clark (soccer)
Pour les articles homonymes, voir Colin Clark et Clark.
Colin Clark, né le 11 avril 1984 à Fort Collins et mort le 26 août 2019, est un joueur international de soccer américain qui évolue au poste d'ailier.

## Biographie

### Les débuts universitaires
Colin Clark joue à l'Université méthodiste du Sud (Southern Methodist University) durant trois saisons entre 2002 et 2004 puis intègre l'équipe réserve de la franchise professionnelle des Colorado Rapids, la Boulder Rapids Reserve, qui évolue alors en Premier Development League.

### Parcours professionnel

#### Rapids du Colorado
En février 2006, Colin Clark signe officiellement un contrat de développement avec les Rapids du Colorado. Il reste au club durant cinq saisons avant de se rendre dans le Texas.
Lors d'un entraînement le 11 août 2009, il se blesse grièvement et manque le reste de la saison 2009. Un an plus tard, lors d'une rencontre face aux Earthquakes de San Jose, il se blesse de nouveau aux ligaments croisés antérieurs et manque encore une fois la fin de la saison.

#### Dynamo de Houston
Le 15 septembre 2010, le Dynamo de Houston, franchise texane, obtient des Rapids du Colorado l'échange de Clark et d'une allocation monétaire contre Brian Mullan et un choix lors du quatrième tour de la MLS SuperDraft en 2013 (remplacé par un choix lors de la Draft supplémentaire de la MLS en 2013).

#### Suspension par la ligue
Au cours d'une rencontre télévisée contre les Sounders de Seattle le 23 mars 2012, la voix de Clark est reconnue à propos d'une insulte homophobe à l'encontre d'un ramasseur de balle. Quelques heures plus tard, il s'excuse sur le réseau social Twitter.
Le 28 mars, la Major League Soccer suspend Clark pour trois rencontres et le condamne à une amende pour l'incident. Le commissaire de la MLS, Don Garber, annonce : « La Major League Soccer ne pourra plus tolérer ce type de comportement de la part de l'un de ses joueurs ou encadrement sous n'importe quelle circonstance » comprenant également que Clark exprime des  « sincères remords » vis-à-vis de son action. En réponse à la sanction disciplinaire de la Ligue, Clark déclare : « Je suis désolé pour ce qu'il s'est passé durant le match de Seattle, je me suis excusé auprès du ramasseur de balle et je veux saisir cette chance pour dire à tout le monde à quel point je suis désolé pour tous ceux que j'ai pu offenser… Ce que j'ai dit ne représente pas qui je suis et ce en quoi je crois. J'ai fait une erreur et je la regrette profondément. J'accepte la sanction qui m'a été infligée par la MLS ».

#### LA Galaxy
Le contrat de Clark expire à la fin de l'année 2012 et il décide d'entrer dans la MLS Re-Entry Draft de 2012. Le 14 décembre 2012, il est sélectionné par le Galaxy de Los Angeles lors du deuxième tour du repêchage. Afin d'être en mesure de choisir un joueur dans les premiers, Los Angeles échange un choix de repêchage supplémentaire de 2013 ainsi qu'une place pour un joueur étranger (MLS International Roster Slots).

### Fin de carrière en amateur
Alors que le Galaxy décline une prolongation possible de son contrat, Colin est donc libéré le 9 décembre 2013. Retournant dans son état natal du Colorado, il intègre l'effectif des Rovers du Colorado, une équipe évoluant dans la Colorado Amateur Soccer League, en United States Specialty Sports Association, affrontant seulement des clubs locaux. En mai 2014, il manque l'occasion de retrouver des adversaires professionnels avec l'élimination précoce de son équipe au premier tour de la Coupe des États-Unis, face à une équipe de Red Force, évoluant également dans une ligue régionale. Malgré tout, contre une équipe de Red Force, venue de Floride, Colin inscrit un but à la 31e minute, donnant l'avantage à son équipe pour sa première réalisation dans cette compétition.

### Sélection
Le 11 juillet 2009, Clark fait ses débuts avec l'équipe nationale américaine à l'occasion d'une confrontation avec la sélection haïtienne durant la Gold Cup 2009 dont les Américains termineront finalistes.

### Décès
Le 26 août 2019, il décède d'une crise cardiaque alors qu'il n'a que trente-cinq ans.

## Palmarès

### En club
- Houston Dynamo
  - Finaliste de la Coupe MLS en 2011 et 2012

### En sélection
- Finaliste de la Gold Cup 2009

## Statistiques
| Saison                | Club                  | Championnat           | Championnat | Championnat | Coupe(s) nationale(s) | Coupe(s) nationale(s) | Compétition(s) continentale(s) | Compétition(s) continentale(s) | Compétition(s) continentale(s) | Playoffs | Playoffs | États-Unis | États-Unis | Total | Total |
| Saison                | Club                  | Division              | M.          | B.          | M.                    | B.                    | Comp.                          | M.                             | B.                             | M.       | B.       | M.         | B.         | M.    | B.    |
| 2006                  | Colorado Rapids       | MLS                   | 7           | 0           | 0                     | 0                     | -                              | -                              | -                              | 1        | 0        | -          | -          | 8     | 0     |
| 2007                  | Colorado Rapids       | MLS                   | 16          | 2           | 0                     | 0                     | -                              | -                              | -                              | -        | -        | -          | -          | 16    | 2     |
| 2008                  | Colorado Rapids       | MLS                   | 29          | 5           | 0                     | 0                     | -                              | -                              | -                              | -        | -        | -          | -          | 29    | 5     |
| 2009                  | Colorado Rapids       | MLS                   | 16          | 3           | 1                     | 0                     | -                              | -                              | -                              | -        | -        | 1          | 0          | 18    | 3     |
| 2010                  | Colorado Rapids       | MLS                   | 16          | 0           | 1                     | 0                     | -                              | -                              | -                              | -        | -        | -          | -          | 17    | 0     |
| Sous-total            | Sous-total            | Sous-total            | 84          | 10          | 2                     | 0                     | -                              | 0                              | 0                              | 1        | 0        | 1          | 0          | 88    | 10    |
| 2011                  | Houston Dynamo        | MLS                   | 29          | 4           | 1                     | 0                     | -                              | -                              | -                              | 1        | 0        | -          | -          | 31    | 4     |
| 2012                  | Houston Dynamo        | MLS                   | 14          | 1           | 1                     | 0                     | LCC                            | 4                              | 0                              | -        | -        | -          | -          | 19    | 1     |
| Sous-total            | Sous-total            | Sous-total            | 43          | 5           | 2                     | 0                     | -                              | 4                              | 0                              | 1        | 0        | 0          | 0          | 50    | 5     |
| 2013                  | Los Angeles Galaxy    | MLS                   | 11          | 0           | 1                     | 0                     | LCC                            | 1                              | 0                              | -        | -        | -          | -          | 13    | 0     |
| Sous-total            | Sous-total            | Sous-total            | 11          | 0           | 1                     | 0                     | -                              | 1                              | 0                              | 0        | 0        | 0          | 0          | 13    | 0     |
| Total sur la carrière | Total sur la carrière | Total sur la carrière | 138         | 15          | 5                     | 0                     | -                              | 5                              | 0                              | 2        | 0        | 1          | 0          | 151   | 15    |